# Садамисаки
Садамисаки (яп. 佐田岬半島 садамисаки-ханто:) — полуостров в Японии на западной оконечности Сикоку, на западе префектуры Эхиме.
Протяжённость полуострова в юго-западном-северо-восточном направлении составляет около 40 км, ширина — от 0,8 до 6,4 км. Его площадь составляет 95 км². Рельеф гористый, средняя высота гор составляет 300 м.
Полуостров вытянут вдоль Медианной тектонической линии, проходящей по Хонсю, Сикоку и Кюсю.
На севере омывается водами плёса Иё-нада Внутреннего Японского моря, на юге — моря Ува (частью пролива Бунго). На оконечности полуострова находится мыс Садамисаки, где расположен маяк.
Полуостров территориально относится к посёлку Иката, образованному в 2005 слиянием трёх посёлков поменьше. В 2010 году на полуострове проживало 11 тыс. человек.